# Baron Strathclyde
Baron Strathclyde ist ein erblicher britischer Adelstitel, der zweimal in der Peerage of the United Kingdom geschaffen wurde.

## Verleihungen
Erstmals wurde am 15. Januar 1914 der Titel Baron Strathclyde, of Sandyford in the County of Lanark dem Juristen und ehemaligen Unterhausabgeordneten Alexander Ure verliehen. Da er keine männlichen Nachkommen hatte, erlosch der Titel bei seinem Tod am 2. Oktober 1928.
Am 4. Mai 1955 wurde der Titel Baron Strathclyde, of Barskimming in the County of Ayr, für den Unterhausabgeordneten Thomas Galbraith neu geschaffen. Heutiger Titelinhaber ist seit 1985 dessen Enkel Thomas Galbraith als 2. Baron.

## Liste der Barone Strathclyde

### Barone Strathclyde, erste Verleihung (1914)
- Alexander Ure, 1. Baron Strathclyde (1853–1928)

### Barone Strathclyde, zweite Verleihung (1955)
- Thomas Galbraith, 1. Baron Strathclyde (1891–1985)
- Thomas Galbraith, 2. Baron Strathclyde (* 1960)

Titelerbe (Heir Presumptive) ist der Bruder des aktuellen Titelinhabers, Hon. Charles Galbraith (* 1962).